# Liste der Biografien/Coln
Liste der Biografien |
Portal Biografien |
Personensuche
# |
A |
B |
C |
D |
E |
F |
G |
H |
I |
J |
K |
L |
M |
N |
O |
P |
Q |
R |
S |
T |
U |
V |
W |
X |
Y |
Z |
?
 
Ca |
Cb |
Cc |
Ce |
Ch |
Ci |
Cj |
Ck |
Cl |
Cm |
Cn |
Co |
Cr |
Cs |
Ct |
Cu |
Cv |
Cw |
Cy |
Cz
 
Coa–Cod |
Coe–Cok |
Col |
Com |
Con |
Coo–Coq |
Cor |
Cos |
Cot |
Cou |
Cov |
Cow |
Cox |
Coy |
Coz
 
Cola |
Colb |
Colc |
Cold |
Cole |
Colf |
Colg |
Colh |
Coli |
Colk |
Coll |
Colm |
Coln |
Colo |
Colp |
Colq |
Cols |
Colt |
Colu |
Colv |
Colw |
Coly |
Colz
Die Liste der Biografien führt alle Personen auf, die in der deutschsprachigen Wikipedia einen Artikel haben. Dieses ist eine Teilliste mit 4 Einträgen von Personen, deren Namen mit den Buchstaben „Coln“ beginnt.

## Coln

### Colna
- Colnaghi, Luca (* 1999), italienischer Radrennfahrer
- Colnago, Robert (1935–2019), österreichischer Maler, Bildhauer und Grafiker
- Colnard, Pierre (1929–2018), französischer Kugelstoßer

### Colne
- Colneric, Ninon (* 1948), deutsche Rechtswissenschaftlerin, ehemalige Präsidentin am Landesarbeitsgericht Schleswig-Holstein und Richterin am Europäischen Gerichtshof in Luxemburg